# Branch McCracken
Emmett B. McCracken, detto Branch (Monrovia, 9 giugno 1908 – Bloomington, 4 giugno 1970), è stato un cestista, giocatore di football americano e allenatore di pallacanestro statunitense, membro del Naismith Memorial Basketball Hall of Fame dal 1960 in qualità di giocatore.

## Carriera
Allenato da coach Everett Dean (anch'egli eletto nel Naismith Memorial Basketball Hall of Fame) negli Indiana Hoosiers, venne eletto MVP della Big Ten Conference nel 1928. Interpretò quasi tutti i ruoli, avendo giocato centro, ala e guardia. Dopo il college militò in diverse squadre non professionistiche, come gli Indianapolis Kautskys in cui militava anche John Wooden.
Proprio negli anni universitari in Indiana, fu uno dei più affermati giocatori di football americano a livello di college.
Terminata la carriera di cestista, iniziò ad allenare. Dal 1930 al 1938 guidò i Cardinals della Ball State University; dal 1938 al 1943 e dal 1946 al 1965 fu a capo degli Indiana Hoosiers. Durante la seconda guerra mondiale servì l'United States Navy.
Vinse il campionato di pallacanestro NCAA Division I nel 1940 e nel 1953, e nelle stesse due stagioni venne nominato "Allenatore dell'anno".

## Palmarès
- Campione NCAA (1940, 1953)